# Bethaus Salzmünde

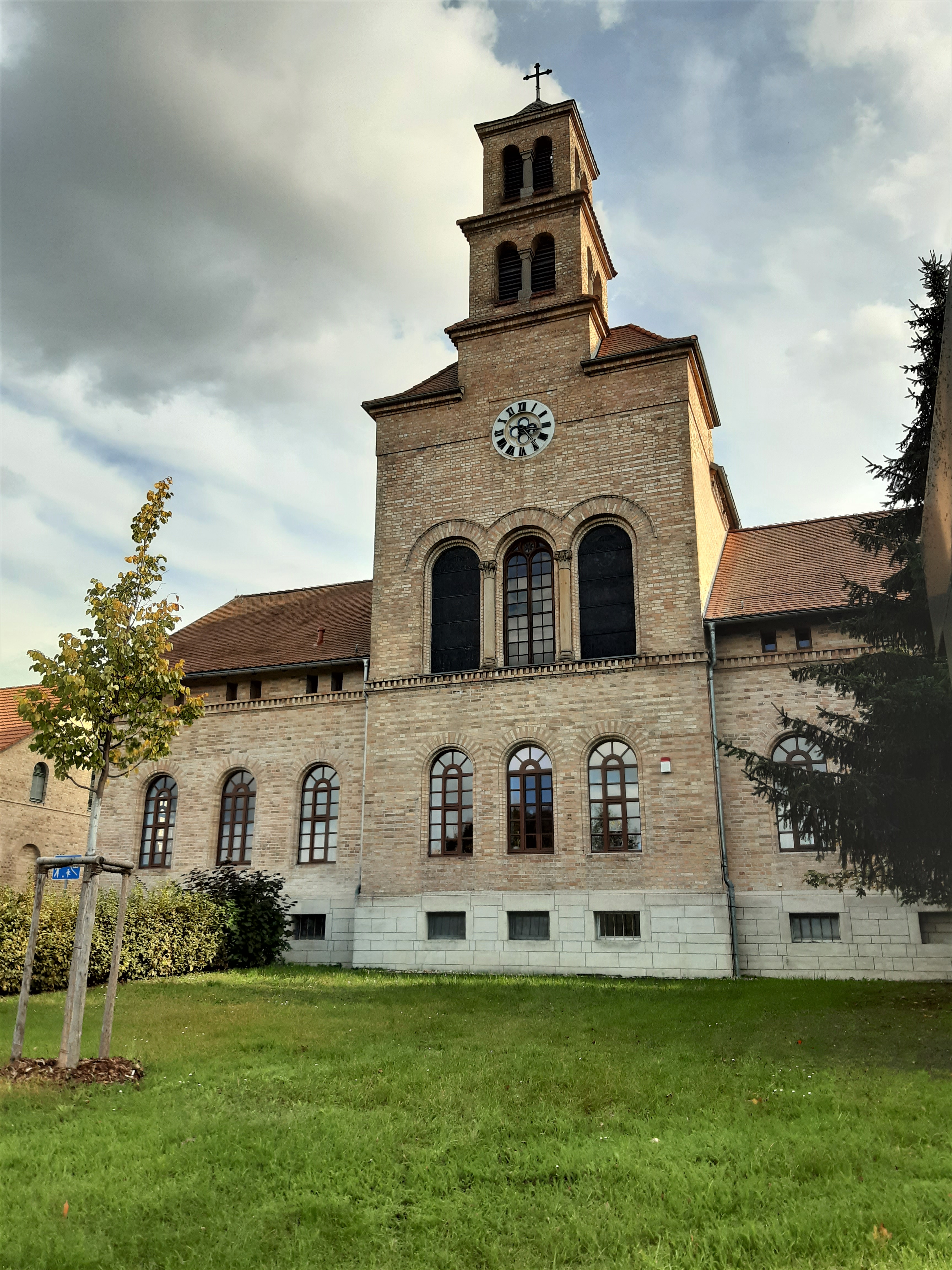
Ehemaliges Bethaus und heute Teil der Gemeindeverwaltung Salzatal

Das Bethaus Salzmünde ist ein denkmalgeschütztes Bethaus im Ortsteil Salzmünde der Gemeinde Salzatal in Sachsen-Anhalt. Im örtlichen Denkmalverzeichnis ist es unter der Erfassungsnummer 094 55136 als Baudenkmal verzeichnet.

## Geschichte und Allgemeines
Das evangelische Bethaus wurde laut Stiftungsurkunde am 9. September 1858 vom Gödewitzer Unternehmer Johann Gottfried Boltze gestiftet. Die feierliche Einweihung fand zwei Jahre später am 9. September 1860 statt. Von der Gestaltung her erinnert das Gebäude eher an ein Rathaus aus der Mitte des 19. Jahrhunderts als an einen Sakralbau. Im Untergeschoss befand sich ursprünglich eine Schule. Der Rundbogenstil und die gelben Backsteine sind häufige Merkmale von Gebäuden in Salzmünde und in den Nachbardörfern. Der Kirchsaal liegt im ersten Stock zentral im Gebäude, er besitzt eine flache Decke sowie eine komplette neoromanische Ausstattung. Besonders hervorzuheben sind die zwei Buntglasfenster. Die Orgel wurde 1860 von der Orgelbauwerkstatt August Ferdinand Wäldner geschaffen. Sie besitzt ein Manual, Pedal und sieben Register.
Im 1924 errichteten Turmaufsatz befindet sich eine von ehemals drei Glocken, die 1924 von der Gießerei Schilling in Apolda gegossen wurden und von den zwei im Zweiten Weltkrieg für Rüstungszwecke eingeschmolzen wurden.
Heute befindet sich im Gebäude das Bauamt der Gemeinde Salzatal.

## Lage
Das Bauwerk befindet sich in Salzmünde unter der Adresse Schulstraße 3.